# 德国之翼航空

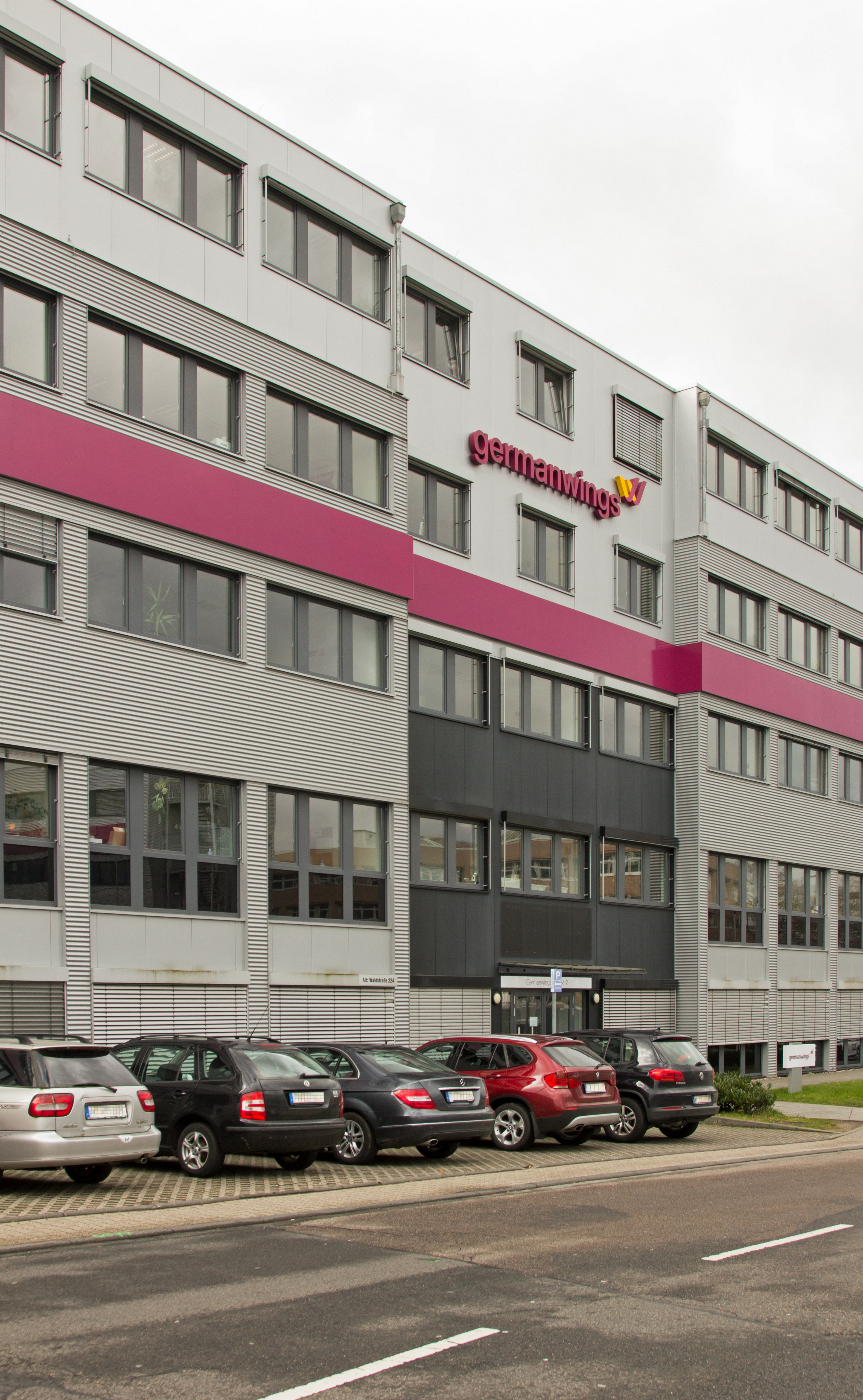
德国之翼总部

德國之翼有限公司（德語：Germanwings GmbH），又稱德翼、日耳曼之翼，是德国的廉价航空公司，由汉莎航空全资控股。總部位於科隆，主要枢纽机场為科隆/波恩机场、斯图加特机场和汉诺威机场，拥有飞往约75个航点的航空网络；目前正进一步将柏林－舍讷费尔德机场及多特蒙德机场发展为枢纽机场。由於2019冠状病毒病疫情影響，已於2020年4月破產歇業。

## 企业

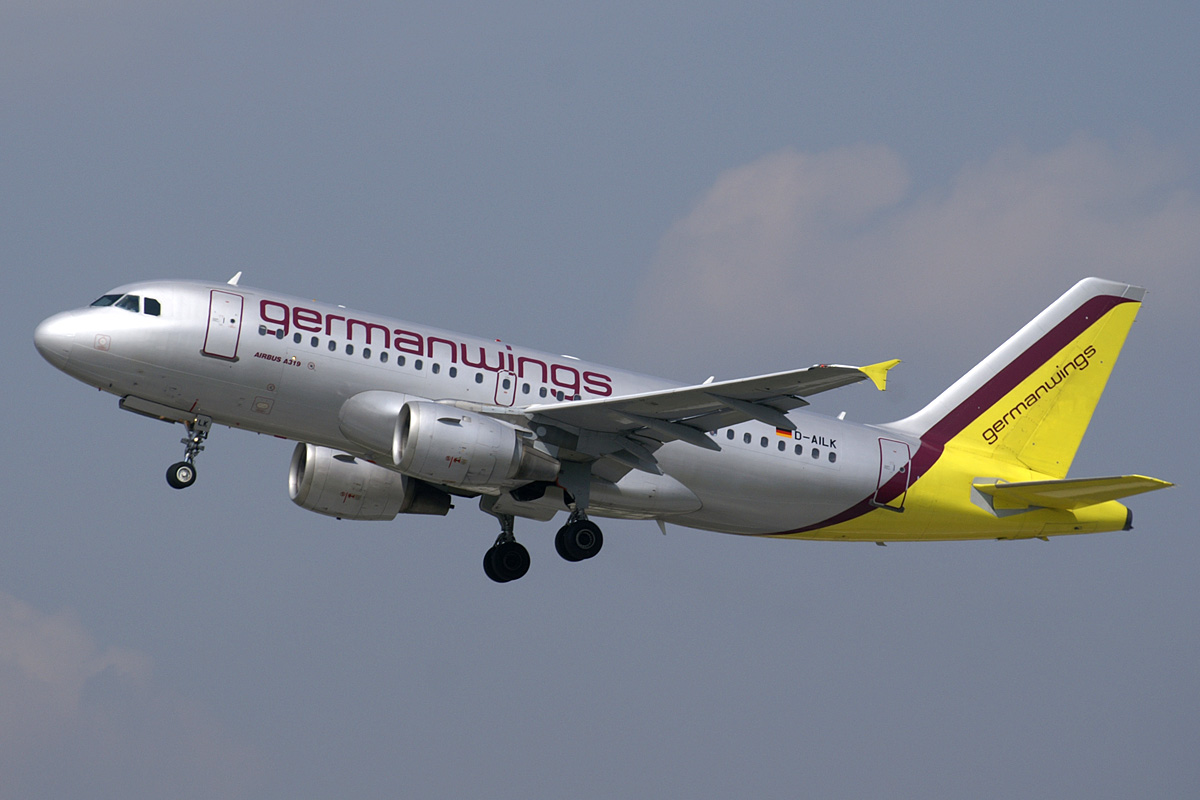
德国之翼的一架空客A319在斯图加特机场

### 所有权
德国之翼在1997年做為欧洲之翼的全资子公司以“欧洲之翼飞行有限公司”的名义成立，并在2002年改为现名。此时汉莎航空已经入股欧洲之翼，并在2004年将其持股比例增至49%。2005年12月22日，汉莎航空与欧洲之翼单一大股东阿布雷西特·克瑙夫博士达成托管协议，汉莎航空将获得额外1.0001%的股权划拨，从而成为拥有经济控制权的欧洲之翼及其子公司德国之翼的托管者直至2008年底。
2005年12月7日，德国之翼与空中客车签署了购买18架（另有12架选择权）空客A319机型的协议，这些飞机在2006年7月至2008年如期交付使用。2008年12月8日，在欧洲之翼股份公司监事会举行的会议上同意将其持有的全部德国之翼股份售予汉莎航空，并从2009年1月1日起生效。这导致德国之翼自此成为「汉莎航空商业控股有限公司」旗下的子公司。
途易飞联同神鹰航空曾于2008年计划与德国之翼合并，重组为一个独立的联合控股公司，以期在德国市场与柏林航空竞争（以及在国际市场与易捷航空和瑞安航空竞争）。但三方因对有关的并购形态均持不同意见，合并最终未能实现。2020年4月7日汉莎宣布终止德国之翼的运营。

### 服务
德国之翼作为一家廉价航空公司，遵循“不提供不必要服务（no-frills）”的理念，可选性服务的免除在很大程度上有利于提供低廉的票价。机舱内有饮品及轻食出售。不提供免费的饮品、轻食或报纸。
自2010年中开始，德国之翼提供三种资费模式可供选择，分别为“基本标准（Basic-）”、“最佳标准（Best-）”及“舒适标准（Flex-Tarif）”，其中后两种模式均包含了座位预定、行李寄舱以及饮品和轻食的服务费用。其它乘客在办理登机手续时可自主选择靠窗或过道座位，但提前预定座位则需要付费。而网上办理预登机以及德国之翼信用卡持有者在座位预定时仍可获得费用豁免。
-
行李寄舱资费为每件20欧元（含税约23.8欧元），提前预约寄舱则为每件8欧元（含税约9.52欧元）。寄舱行李的总重量不得超过20公斤，德国之翼信用卡持有者则享有多10公斤的行李额。对于超重或超限的特殊行李将收取额外费用。德国之翼允许乘客有1件手提行李，限重为8公斤，最大尺寸为55×40×20厘米。

### 飞行常客计划
德国之翼提供的“回旋镖俱乐部（Boomerang Club）”号称是首个廉价航空的飞行常客奖励计划。它需要累积任意16个单程航段或8个往返航段。里程亦可在合作伙伴的消费中累积。这个飞行常客计划一直以来备受争议，因为乘客除了必须支付5欧元的注册费外，奖励航程仍需要支付一定的费用。此外，乘客还必须以信用卡注册。
德国之翼自2010年9月1日起成为汉莎航空飞行常客计划Miles & More的合作伙伴。乘客在搭乘汉莎航班以及使用德国之翼的服务均可按不同的舱位累积相应的里程。Miles & More会员在德国之翼搭乘德国境内航班最高可获得1000里程，搭乘欧洲范围的航班最高可获得1250里程。此外，一定等级的会员在搭乘德国之翼航班时也可使用遍布德国各机场的汉莎贵宾休息室。

## 航点
德国之翼机队驻扎于德国的5座机场，三座主要的枢纽机场分别设于汉诺威、科隆/波恩和斯图加特，此外在多特蒙德和柏林－舍讷费尔德也有德国之翼的基地。除了直航班机，德国之翼自2007年8月起也在柏林、科隆和斯图加特等枢纽提供转机航班（1次停站）。截至2010年11月，德国之翼在德国及欧洲范围内共拥有75个航点。

## 机队

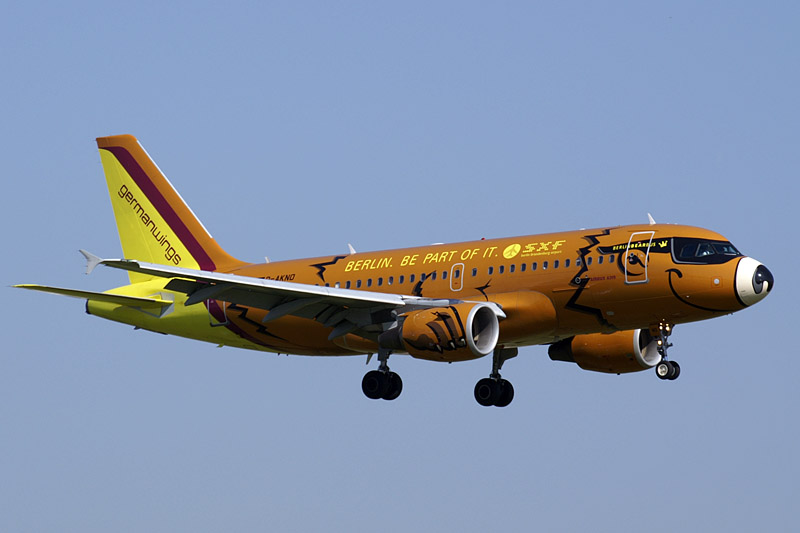
“柏林熊巴士”特别涂装

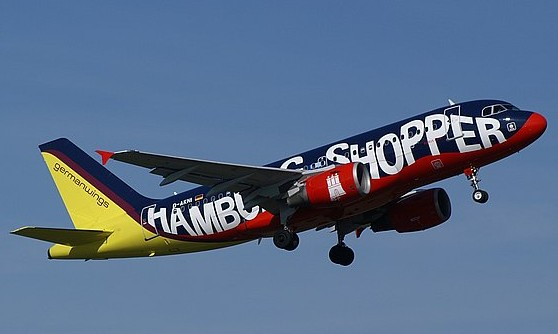
“汉堡购物车”特别涂装

“巴登符腾堡”特别涂装

### 概览
截止2016年8月，德国之翼拥有以下机型，平均机龄9.2年。
| 机型             | 现役 | 订购 | 载客      | 备注                                         |  |
| ---------------- | ---- | ---- | --------- | -------------------------------------------- |  |
| 空中客车A319-100 | 43   | 0    | 144 / 150 | 所订购机型来自汉莎航空                       |  |
| 空中客车A320-200 | 18   | 0    | 174       | 所购机型来自汉莎航空，其中一些为汉莎航空涂装 |  |
| 總計             | 61   | 0    |           |                                              |  |

德国之翼原有注册号D-AKNF至D-AKNJ的5架空客A319已被欧洲之翼接管，现加入了汉莎意大利航空机队。德国之翼在过去还运营有其他机种，包括2007年夏季使用的MD-80以及波音737-800等，其后都交由途易飞运营。

### 特色涂装
德国之翼经常会在其飞机机身上漆有各种主题的复杂涂装。
- 2005年至2010年期间，一架注册号为D-AKNO的飞机被漆上“柏林熊巴士（Berlin Bearbus）”主题，用以宣传德国首都及柏林－舍讷费尔德机场[15]。
- 2005年12月，作为德国之翼和巴登-符腾堡州的旅游营销合作的一部分，一架注册号为D-AKNM的飞机被漆上“巴登符腾堡（Mhhhh, Baden-Württemberg）”主题。
- 2009年3月，一架注册号为D-AKNR的飞机为德国电信漆上“德国移动精神号（Spirit of T-Mobile）”涂装。
- 在注册号为D-AKNF的飞机移交汉莎意大利航空前，它为卡尔森酒店集团漆上“汉堡购物车（Hamburg Shopper）”主题涂装，将汉堡作为购物之都的形象推广[來源請求]。

此外，西班牙航空、艾贝尔航空和汉莎航空在使用德国之翼飞机时也会部分重新上漆。但在租用或援助期届满后，这些飞机也都恢复了原本的涂装。

## 重大事故
2015年3月24日，由A320客機担当的德國之翼4U9525次航班，上午在法國東南部偏遠且遭冰封的阿爾卑斯山區墜毀，144名乘客與6名機組員全數罹難。